# Unter Wasser stirbt man nicht
Unter Wasser stirbt man nicht (Originaltitel: The Drowning Pool) ist ein US-amerikanischer Kriminalfilm von Stuart Rosenberg aus dem Jahre 1975, dessen Drehbuch auf dem gleichnamigen fünften Roman von Ross Macdonald aus dem Jahr 1950 beruht. Der Film spielt zum Teil in einer Klinik für Hydrotherapie, wo der von Paul Newman verkörperte Lew Harper nur knapp dem Tod unter Wasser entrinnt. Weitere tragende Rollen sind mit Joanne Woodward und Tony Franciosa besetzt.
Schon Macdonalds erster Roman The Moving Target um den Privatdetektiv, der in den Büchern Lew Archer heißt, wurde verfilmt und lief in Deutschland unter dem Titel Ein Fall für Harper.

## Handlung
Der Film zeichnet sich durch eine recht komplexe und durchdachte Handlung aus, in der Privatdetektiv Lew Harper einen Fall von Erpressung in den Bayous von Louisiana untersucht. Die nymphomanische Tochter Schuyler seiner ehemaligen Geliebten Iris Devereaux ist darin verwickelt. Iris’ Schwiegermutter steht unter Druck, sie weigert sich, Land an den Ölbaron Kilbourne zu verkaufen. Im Zuge der Nachforschungen wird Harper immer mehr in einem Machtkampf zwischen Iris und dem Öl-Tycoon Kilbourne verwickelt. Die lokale Polizeibehörde um Broussard scheint ein persönliches Interesse an der Familie und dem Fall zu haben und arbeitet gegen den Privatdetektiv. Als die Schwiegermutter im Schwimmbassin ermordet wird, wird Harper verhaftet, muss aber wieder freigelassen werden. Höhepunkt und titelgebende Szene ist die, als Harper und Kilbournes Frau Mavis in einem Hydrotherapie-Raum eingesperrt sind und das Wasser langsam aber stetig immer höher zur Decke steigt. Harper kann entkommen, aber Iris hat sich bereits umgebracht. Kilbourne wird von seiner rachsüchtigen Ehefrau getötet und Harper entdeckt Kilbournes geheimes Kontobuch. Die anonymen Briefe stammten von Iris’ Tochter Schuyler.

## Produktion und Hintergrund
Es handelt sich um einen Film des Studios Warner Bros. Pictures aus dem Produktionsjahr 1974. Ein Großteil der Filmaufnahmen entstand in New Orleans, obwohl die Handlung des Romans in Südkalifornien spielt. Der Film hatte am 25. Juni 1975 in New York Premiere, im Juli 1975 lief er dann allgemein in den Kinos der USA an. In der Bundesrepublik Deutschland kam er am 30. April 1976 in die Kinos.
The Drowning Pool aus dem Jahr 1950 war der fünfte Roman von Ross Macdonald und der zweite um den Privatdetektiv Lew Archer. Er zeigte die Last auf, die eine schändliche Vergangenheit mit sich bringt, und nahm die niederträchtige Familiengeschichte der späteren Fernsehserie Dallas vorweg. Paul Newman hatte Harper bereits 1965 in Jack Smights Ein Fall für Harper zum ersten Mal gespielt. Die Rolle der Iris wird von Newmans Ehefrau Joanne Woodward verkörpert. Der Film war für das Ehepaar Newman/Woodward eine Gelegenheit zusammen zu drehen, und so mehr Zeit miteinander verbringen zu können. Stuart Rosenberg und Paul Newman arbeiteten in diesem Film zum vierten Mal miteinander. Außerhalb der Dreharbeiten erlitt der rennbegeisterte Schauspieler einen Unfall, der schlimm hätte ausgehen können. Diese zweite Verfilmung um den Privatdetektiv konnte den Erfolg des 1966 entstandenen Films nicht wiederholen und war an den Kassen eine Enttäuschung. Beeindrucken konnte jedoch Gordon Willis mit seiner Atmosphäre schaffenden Kamera. Auch wegen der Aufnahmen, die das New Orleans der damaligen Zeit festhalten, ist der Film interessant und ein Zeitzeuge. Es gibt Szenen die in der historischen Altstadt von New Orleans, im French Carter, entstanden sind und Aufnahmen entlang der Lake Pontchartrain Causeway, sowie Aufnahmen von Lake Charles und Lafayette. Auch enthält der Film eine Szene, die den Karneval in New Orleans streift. Als großes Plus des Films wurde die prominente Besetzung angesehen.
DVD
Der Film erschien in deutscher Synchronisation am 1. Dezember 2006 auf DVD, Herausgeber: Warner Home Video.

## Kritik
Im Gegensatz zum Roman stieß der Film auf eher verhaltene und mäßige Kritiken.
Jeff Stafford befand, dass die Szenen zwischen Newman und Woodward die schwächsten des Films seien und nichts von der unwiderstehlichen Anziehungskraft ihrer gemeinsamen Szenen aus dem Film Der lange heiße Sommer hätten. Der Film sei holprig und mehr ein Mystery-Thriller als eine Charakterstudie.
Die Kritik von Roger Ebert von der Chicago Sun-Times war typisch für die Bewertungen, die der Film zur damaligen Zeit erfuhr. Ebert war der Ansicht, dass dieser Film, wäre er in die Kategorie B-Film eingestuft gewesen, einfache, anständige Thrillerkost geboten hätte. Da aber Paul Newman in der A-Klasse spiele, werde das dem Film zum Verhängnis, da er dieses Versprechen nicht einlösen könne.

## Auszeichnung
Der Film wurde als Bester Film des Jahres für den Edgar Allan Poe Award nominiert.